# Irnkofen
Irnkofen ist ein Gemeindeteil der Gemeinde Aufhausen im Oberpfälzer Landkreis Regensburg.

## Geschichte
Die katholische Nebenkirche St. Margareta ist im Kern Apsis romanisch, das Langhaus stammt aus der 1. Hälfte des 17. Jahrhunderts. Irnkofen wurde 1818 im Zuge der Verwaltungsreformen in Bayern eine selbstständige politische Gemeinde. Im Zuge der Gebietsreform in Bayern wurden am 1. April 1971 die Gemeinden Irnkofen, Petzkofen und Triftlfing (bis 1870 Hellkofen) nach Aufhausen eingegliedert.